# Феурей (Келераш)
Феурей (рум. Făurei) — село у повіті Келераш в Румунії. Входить до складу комуни Улму.
Село розташоване на відстані 65 км на схід від Бухареста, 35 км на захід від Келераші, 139 км на захід від Констанци.

## Населення
За даними перепису населення 2002 року у селі проживали 606 осіб, з них 603 особи (99,5%) румунів. Рідною мовою 603 особи (99,5%) назвали румунську.